# NGC 4783
NGC 4783 est une galaxie elliptique située dans la constellation du Corbeau. Sa vitesse par rapport au fond diffus cosmologique est de 4 315 ± 30 km/s, ce qui correspond à une distance de Hubble de 63,6 ± 4,5 Mpc (∼207 millions d'al). NGC 4783 a été découverte par l'astronome germano-britannique William Herschel en 1786.
Certaines sources indiquent que NGC 4783 et NGC 4782 forment une paire de galaxies, mais il ne s'agit pas d'une paire physique, car la galaxie NGC 4782 est à environ 31 millions d'années-lumière plus éloignée que NGC 4783.
À ce jour, neuf mesures non basées sur le décalage vers le rouge (redshift) donnent une distance de 55,900 ± 18,241 Mpc (∼182 millions d'al), ce qui est à l'intérieur des valeurs de la distance de Hubble. Notons que c'est avec la valeur moyenne des mesures indépendantes, ici 55,9 mpc, que la base de données NASA/IPAC calcule le diamètre d'une galaxie. En utilisant la distane de Hubble, on obtiendrait un diamètre d'environ 34,5 kpc (∼113 000 al).

## Groupe de NGC 4783
NGC 4783 fait partie d'un trio de galaxies qui portent son nom. Les deux autres galaxies du groupe de NGC 4783 sont NGC 4825 et NGC 4863.